# Trâm bầu
Trâm bầu còn có tên khác là chưn bầu, tim bầu, săng kê, song re (danh pháp hai phần: Combretum quadrangulare Kurz). Tại Việt Nam, cây mọc hoang ở khắp các tỉnh phía nam, nhất là vùng đồng bằng.

## Mô tả
Cây bụi hoặc gỗ nhỏ, cao 2–10 m. Thân có nhiều cành ngắn rụng lá nom như gai. Cành non hình 4 cạnh, mép có dìa mỏng. Lá mọc đối, cuống ngắn. Hai mặt lá có lông, dày hơn ở mặt dưới. Hoa nhỏ màu vàng ngà, mọc thành bông ở kẽ lá và đầu cành. Quả có 4 cánh mỏng, chứa một hạt hình thoi. Cây mọc ở đồng bằng.

## Bộ phận dùng
Sử dụng hạt. Thu hái quả vào mùa thu-đông, phơi khô, bỏ vỏ lấy hạt. Còn dùng lá và vỏ cây.

## Thành phần hóa học
Hạt chứa tanin.

## Công dụng
Hạt làm thuốc tẩy giun đũa và giun kim: nướng hoặc rang vàng rồi ăn với chuối chín, người lớn dùng ngày 10-15 hạt (14-20g), trẻ em tuỳ tuổi từ 5-10 hạt (7-14g); dùng 3 ngày liền. Lá và vỏ cây cũng có tác dụng như hạt.